# Euchalcia obscurior
Euchalcia obscurior är en fjärilsart som beskrevs av Alberti 1965. Euchalcia obscurior ingår i släktet Euchalcia och familjen nattflyn. Inga underarter finns listade i Catalogue of Life.